# Aimé Reynaud
Pour les articles homonymes, voir Reynaud.
Aimé Félix Saint-Elme Reynaud, né en 1808 et décédé en 1876, était un amiral français du XIXe siècle.

## Biographie

### Carrière militaire
Entré dans la Marine en 1825, il fit campagne au Mexique de 1841 à 1846 pendant la Guerre américano-mexicaine. Il réalisa son premier commandement sur l'aviso à vapeur Salamandre, en escadre en Méditerranée au cours de l'année 1847. Il fut aussi commandant de  l'Alceste en essais dans la rade de Cherbourg. Durant la Guerre de Crimée, il commanda le vapeur Primauguet, en 1853, puis prit part à l'attaque des forts de Sébastopol, le 17 octobre 1854. Commandant du Némésis, alors parti de la division des mers de Chine, il participa à la campagne de Cochinchine et fut chef d'état-major et commandant de pavillon pour l'amiral Rigault de Genouilly.
De retour en France, il devint Major général à l'état-major de Brest auprès de l'amiral Odet-Pellion avant de commander en juin 1861 la division des Antilles. Préfet maritime de Brest le 1er janvier 1865 ; Préfet maritime de Cherbourg le 1er janvier 1869, avant d'être le commandant en chef de l'Escadre d'évolutions avec pavillon sur l'Océan de 1871 à 1873.

### Carrière politique
Aimé Reynaud fut conseiller général du canton d'Ouessant jusqu'à sa mort.

### Décorations
- Grand officier de la Légion d'honneur.